# Friedrich Holdefleiß
Friedrich Holdefleiß (*  7. Oktober 1846 in Bennstedt bei Halle (Saale); † 28. Oktober 1919 in Breslau) war ein deutscher Agrarwissenschaftler mit Forschungsschwerpunkten auf den Gebieten der Agrikulturchemie, Pflanzenproduktionslehre und Tierzucht. 

## Leben und Wirken
Nach fünfjähriger praktischer Tätigkeit auf verschiedenen Gutsbetrieben studierte Friedrich Holdefleiß, Bruder von Paul Holdefleiß, Landwirtschaft an der Universität Halle (Saale) und promovierte dort 1874 mit einer Dissertation über das Aufschließvermögen von Phosphorit durch Kompostierung. Anschließend unternahm er eine Studienreise nach England und Schottland und veröffentlichte 1876 darüber ein Buch unter dem Titel Landwirthschaftliche Reiseskizzen aus England und Schottland. Es folgten Assistentenjahre bei Julius Kühn am Landwirtschaftlichen Institut der Universität in Halle und bei dem Agrikulturchemiker Max Maercker. 1877 habilitierte er sich in Halle mit einer experimentellen Studie über die Wertbestimmung der Kartoffeln.
1878 übernahm Holdefleiß die Leitung der Agrikulturchemischen Versuchsstation des Landwirtschaftlichen Zentralvereins in Breslau. Von 1881 bis 1892 wirkte er als a. o. Professor an der Universität Breslau. Er hielt Vorlesungen über alle Teilgebiete der Pflanzenproduktionslehre, aber auch über Betriebslehre und Tierzucht. Sein Forschungsschwerpunkt während dieser Zeit lag auf dem Gebiet der Düngung. Beachtenswert ist sein 1889 erschienenes Buch Untersuchungen über den Stallmist. 
1892 wurde Holdefleiß zum ordentlichen Professor und Direktor des Landwirtschaftlichen Instituts der Universität Breslau ernannt. Nach der von Kurt von Rümker an der Universität Breslau durchgeführten institutionellen Aufgliederung der Landwirtschaftswissenschaften wurde Holdefleiß 1896 Direktor des neu gegründeten Instituts für landwirtschaftliche Tierproduktionslehre. Seitdem widmete er sich fast ausschließlich der Tierzucht. Er bereiste zahlreiche Tierzuchtregionen in Deutschland und in osteuropäischen Ländern. Sein besonderes Interesse galt der Entwicklung der Rinderzucht in Schlesien. Er forcierte nachhaltig die akademische Lehre und Forschung auf dem Gebiet der Tierproduktionslehre. Seit 1892 führte er 30 Doktoranden zur Promotion.

## Bücher und Schriften
- Ueber die Aufschließung des Phosphorits durch Compostierung . Diss. phil. Halle-Wittenberg 1874. - In überarbeiteter Form in: Landwirthschaftliche Jahrbücher Bd. 6, 1877, Supplementband 1, S. 159–216.
- Landwirthschaftliche Reiseskizzen aus England und Schottland.  Verlag Wiegandt, Hempel und Parey Berlin 1876.
- Ueber die Werthbestimmung der Kartoffeln .  Habil.-Schr. Halle-Wittenberg 1877. - Zugl. in: Landwirthschaftliche Jahrbücher Bd. 6, 1877, Supplementband 1, S. 107–157.
- Untersuchungen über den Stallmist. 1. u. 2. Aufl., Verlag Korn Breslau 1889.
- Das Knochenmehl, seine Bedeutung und Verwendung. Verlag Parey Berlin 1890.
- Die Rinderzucht Schlesiens. Erfahrungen über alle in Schlesien gehaltenen Rinderschläge. Verlag Korn Breslau 1896.
- Staatliche Maßregeln zur Förderung der Tierzucht.  2 Tle.,  Verlag Korn Breslau 1905.